# Henry Odein Ajumogobia
 (juillet 2024).
La mise en forme du texte ne suit pas les recommandations de Wikipédia : il faut le « wikifier ».
Les points d'amélioration suivants sont les cas les plus fréquents. Le détail des points à revoir est peut-être précisé sur la page de discussion.
- Les titres sont pré-formatés par le logiciel. Ils ne sont ni en capitales, ni en gras.
- Le texte ne doit pas être écrit en capitales (les noms de famille non plus), ni en gras, ni en italique, ni en « petit »…
- Le gras n'est utilisé que pour surligner le titre de l'article dans l'introduction, une seule fois.
- L'italique est rarement utilisé : mots en langue étrangère, titres d'œuvres, noms de bateaux, etc.
- Les citations ne sont pas en italique mais en corps de texte normal. Elles sont entourées par des guillemets français : « et ».
- Les listes à puces sont à éviter, des paragraphes rédigés étant largement préférés. Les tableaux sont à réserver à la présentation de données structurées (résultats, etc.).
- Les appels de note de bas de page (petits chiffres en exposant, introduits par l'outil «  Source ») sont à placer entre la fin de phrase et le point final[comme ça].
- Les liens internes (vers d'autres articles de Wikipédia) sont à choisir avec parcimonie. Créez des liens vers des articles approfondissant le sujet. Les termes génériques sans rapport avec le sujet sont à éviter, ainsi que les répétitions de liens vers un même terme.
- Les liens externes sont à placer uniquement dans une section « Liens externes », à la fin de l'article. Ces liens sont à choisir avec parcimonie suivant les règles définies. Si un lien sert de source à l'article, son insertion dans le texte est à faire par les notes de bas de page.
- La présentation des références doit suivre les conventions bibliographiques. Il est recommandé d'utiliser les modèles {{Ouvrage}}, {{Chapitre}}, {{Article}}, {{Lien web}} et/ou {{Bibliographie}}. Le mode d'édition visuel peut mettre en forme automatiquement les références.
- Insérer une infobox (cadre d'informations à droite) n'est pas obligatoire pour parachever la mise en page.

Pour une aide détaillée, merci de consulter Aide:Wikification.
Si vous pensez que ces points ont été résolus, vous pouvez retirer ce bandeau et améliorer la mise en forme d'un autre article.
Henry Odein Ajumogobia est un avocat et homme politique nigérian. Il est ministre d'État chargé des ressources pétrolières entre 2007 et 2009 et ministre des Affaires Étrangères d'avril 2010 à juillet 2011,. Il a également été chef de la délégation nigériane auprès de l'OPEP de juillet 2007 à décembre 2008. En août 1983, Ajumogobia et Christopher Nonyelum Okeke fondent un cabinet d'avocats, Ajumogobia and Okeke.

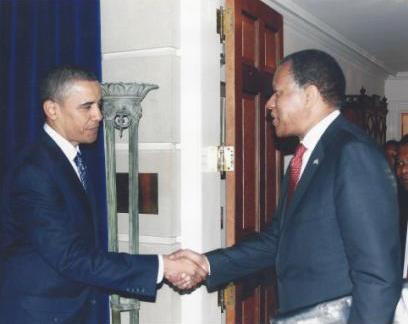
Le président américain Barack Obama et Henry Odein Ajumogobia

## Carrière
Henry Odein Ajumogobia devient avocat principal du Nigéria en 2003 et est nommé procureur général et commissaire à la justice de l'État de Rivers en 2003. Il est membre du Conseil de l'éducation juridique, du Comité Exécutif de la NBA et du Corps des Benchers (2003-2007).  Président de l'Agence de développement durable de l'État de Rivers (2005-2007), il devient Ministre d'État chargé de l'énergie (pétrole) en 2007 et dirige la délégation du Nigeria auprès de l'OPEP de juillet 2007 à décembre 2008.
Il est nommé ministre d'État aux Ressources pétrolières et ministre de tutelle du ministère de l'Énergie et dirige la délégation nigériane au Forum des pays exportateurs de gaz (GECF) de janvier 2009 à mars 2010 ; Membre de l'équipe nationale de gestion économique ; Membre du Conseil honoraire des investissements ; Membre du Conseil national de privatisation ; Membre du Programme national indépendant pour l'énergie ; (2007-2010) Ministre des Affaires étrangères (avril 2010-mai 2011) : membre du Conseil national de sécurité, président du Conseil de sécurité de l'ONU (2010) président du Conseil des ministres des États de la Cedeao ; Co-président (avec SE Miguel Angel Moratinos Cuyaube - Ministre des Affaires étrangères et de la Coopération de l'Espagne du dialogue politique entre l'UE et la CEDEAO Luxembourg (2010); Co-président (avec SE George Rebela Chicoti Ministre des Affaires étrangères de l'Angola), Contact international Groupe sur la Guinée Bissau à l'AGNU (septembre 2010).
En tant que ministre d'État nigérian chargé du Pétrole, il pousse à la déréglementation du secteur en aval de l'industrie pétrolière. Il déclare, en 2010, que la déréglementation éliminerait les pénuries de produits pétroliers tout en permettant aux contribuables d'économiser plus de 687 milliards de nairas en subventions annuelles.

## Vie privée
Odein Ajumogobia est un Ijaw (Kalabari) d'Abonnema dans l'État de Rivers. Il est marié à Awuneba Ajumogobia, FCA (née Iketubosin) également d'Abonnema. Ils ont un fils et trois filles.